# Martin Klarer
Martin Klarer (* 19. April 1982 in Ulm) ist ein ehemaliger deutscher Fußballspieler.

## Karriere
In der Jugend spielte Klarer für den SSV Ulm 1846 und den 1. FC Nürnberg. Danach wechselte er in die U-23-Mannschaft der Franken und spielte dort bis 2006 in der Bayernliga. Nach Auslaufen seines Vertrages wechselte er in die Regionalliga Süd zum FC Ingolstadt 04. Dort kam er nur in der Hinrunde regelmäßig zum Einsatz und verließ nach nur einem Jahr wieder den Verein.
Von 2007 spielte er beim 1. FC Heidenheim 1846, bei dem er von Anfang an Stammspieler war. Im ersten Jahr spielte er noch in der Oberliga Baden-Württemberg, dann qualifizierte sich das Team für die neue viertklassige Regionalliga, um nur ein Jahr später als Meister der Regionalliga Süd in die 3. Liga aufzusteigen. Sein Profidebüt gab er am 25. Juli 2009, als er beim 2:2-Unentschieden gegen den Wuppertaler SV Borussia am ersten Spieltag der Saison 2009/10 zur Startaufstellung gehörte. In zwei Jahren Profiliga war er der Rückhalt der Mannschaft auf dem Feld und wurde zum Vize-Kapitän hinter Torhüter Erol Sabanov ernannt. In der Saison 2011/12 trat Sabanov ins zweite Glied zurück und Klarer sollte eigentlich Mannschaftskapitän werden. Wegen andauernder Wadenprobleme, die sogar eine Operation notwendig machten, verpasste er allerdings fast die vollständige Saison. Es reichte nur zu zwei Einsätzen.
Am 30. Mai 2012 wurde bekannt, dass Klarer seine Karriere als Profifußballer beenden werde.

## Erfolge
- Aufstieg in die 3. Liga mit dem FC Heidenheim 2009